# В центр солнца (фильм, 1992)
«В центр солнца» (англ. Into The Sun; другое название — «Операция „К центру Солнца“») — американский художественный фильм-боевик 1992 года.

## Сюжет
Пол (Майкл Паре) — самый доблестный пилот в воздушных силах, — получает необычное задание: посвятить популярного актёра боевиков Тома Слейда (Энтони Майкл Холл), готовящегося к новой роли, во все тонкости лётной службы. Для полноты ощущений экипаж отправляется в учебный полёт, который заканчивается настоящим воздушным боем. Самолёт Пола сбивают над вражеской территорией, и здесь в тылу врага разворачиваются смертельные воздушные поединки на оглушительных скоростях и на высоте 30000 футов.

## В ролях
| Актёр              | Роль                          |
| ------------------ | ----------------------------- |
| Энтони Майкл Холл  | Том Слейд                     |
| Майкл Паре         | капитан Пол Уоткинс           |
| Дебора Мур         | майор Гуд                     |
| Майкл Сент Джерард | лейтенант Вулф                |
| Брайан Хэйли       | лейтенант Декарло             |
| Линден Эшби        | «Дракон»                      |
| Джек Хеллер        | коммендант                    |
| Тед Дэвис          | Йозеф                         |
| Хантер Фон Лир     | лейтенант-полковник Рейнольдс |
| Терри Кайзер       | Митчелл Бартон                |